# Eugnosta
Eugnosta är ett släkte av fjärilar. Eugnosta ingår i familjen vecklare.

## Bildgalleri

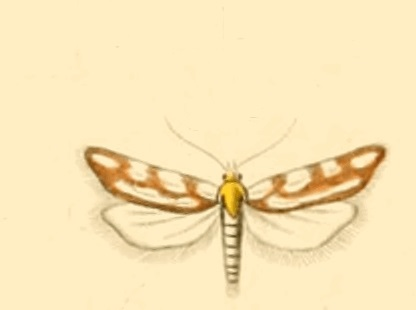

## Dottertaxa tillEugnosta, i alfabetisk ordning[1]
- Eugnosta acanthana
- Eugnosta anargyrana
- Eugnosta anxifera
- Eugnosta arrecta
- Eugnosta assecula
- Eugnosta chalasma
- Eugnosta chromophanes
- Eugnosta clarana
- Eugnosta cosmolitha
- Eugnosta dives
- Eugnosta falarica
- Eugnosta fenestrana
- Eugnosta feriata
- Eugnosta heteroclita
- Eugnosta hydrargyrana
- Eugnosta iberica
- Eugnosta insequana
- Eugnosta lathoniana
- Eugnosta magnificana
- Eugnosta margaritana
- Eugnosta matengana
- Eugnosta medvedevi
- Eugnosta mercuriana
- Eugnosta metaphaeella
- Eugnosta misella
- Eugnosta mongolica
- Eugnosta multifasciana
- Eugnosta norvichiana
- Eugnosta pamirana
- Eugnosta parreyssiana
- Eugnosta plusiana
- Eugnosta replicata
- Eugnosta romanovi
- Eugnosta sebasta
- Eugnosta simpliciana
- Eugnosta stigmatica
- Eugnosta synaetera
- Eugnosta tenacia
- Eugnosta trimeni
- Eugnosta uganoa
- Eugnosta umbraculata
- Eugnosta ussuriana
- Eugnosta vecorda
- Eugnosta xanthochroma